# 인 (지지)
인(寅)은 지지의 셋째로, 호랑이를 상징한다. 오행에서는 목(木)에 속하며, 음양에서는 양(陽)에 해당한다.

## 속성 및 특징
호랑이띠인 사람들은 동아시아에서 가장 양기가 강한 존재라고 믿어져오기도 했다. 호랑이는 속임수와는 거리가 멀고 오직 정열과 정직만으로 인생을 살아가는 사람들로 믿어진다. 불교에서도 가장 뛰어난 스님은 인년 인월 인일 인시에 태어난 사람들이 많다고 전해진다. 또, 호랑이는 사람을 함부로 해하지 않는 영물로서 숭배되기도 했고, 이마에 '왕'(王)자를 달고 태어나는 동물이기에, 왕이 될 운명을 타고나기도 한다.
범띠인 사람들은 용감하고 카리스마가 좋아 누군가를 이끌어나가는 데에 능하다고 믿어져왔다. 다른 사람이 어려움에 처해 있다면 그 일을 자신이 겪는 일처럼 대하며 같이 해결하려고 한다. 통솔력이 강해 상황 판단을 하는 데에 능하다고 알려져 있다. 군대 뿐만 아니라 종교에서도 강한 통솔력을 지녀, 스님이나 목사 등의 종교인이 되면 많은 신도를 거느릴 수 있다고도 믿어진다.
호랑이띠인 사람들은 장점이 많지만 호랑이의 포악한 성격으로 인해 만용에 빠지거나 오만에 빠질 수 있다고도 믿어진다. 특히, 한국에서는 호랑이가 60살이 넘으면 백호가 될 수 있는데 한국에서 전통적으로 백호는 호랑이 중에서도 사악한 기질을 가진 호랑이로 자주 묘사된다. 자존심이 너무 강해진 호랑이띠는 이기주의적으로 변할 수 있으니 수양이 필요하다고도 알려져 있다.
중국의 '위대한 경주' 설화에서는 어느 누구도 속이지 않고 정직하게 경주에 임했다. 달리던 도중, 빠르게 달리다가 낮잠을 자던 토끼에게 "그렇게 게으르다면 12가지 동물에 들어갈 수 없다"라면서 토끼를 깨웠고, 3등으로 들어오게 되었다.
다음은 점술에서 호랑이띠와 조화, 무난, 상충하는 띠이다.
- 조화: 용, 말, 개, 돼지
- 무난: 쥐, 범, 토끼, 양
- 상충: 소, 뱀, 원숭이, 닭

## 인을 포함한 간지
- 병인
- 무인
- 경인
- 임인
- 갑인

## 같이 보기
- 호랑이